# Contea di Hancock (Iowa)
La contea di Hancock (in inglese Hancock County) è una contea dello Stato dell'Iowa, negli Stati Uniti. La popolazione al censimento del 2000 era di 12 100 abitanti. Il capoluogo di contea è Garner.